# Den dovne græshoppe
Den dovne græshoppe (The Grasshopper and the ants) er en kort tegnefilm fra 1934, som er en del af Walt Disneys Silly Symphony-serie. Den viderefører ideen fra De tre små grise med en historie fortalt til munter musik, her med en græshoppe, der spiller violin.
Historien er lånt fra en dyrefabel af Æsop om græshoppen, der hellere vil synge, spille og danse sommeren igennem, mens myrerne flittigt samler forråd. Da vinteren kommer, går græshoppen og fryser i sneen og har ingen mad. Han banker på hos myrerne for at få hjælp. Hos Æsop er moralen ubønhørlig: græshoppen må dø for sin dovenskab. Her hos Disney er slutningen mere human: græshoppen må nok arbejde for føden, men det arbejde kommer til at bestå i at muntre myrerne op med sin musik.
Filmens melodi hedder The world owes me a living komponeret af Frank Churchill. Den blev ikke et monsterhit som hans ulvesang fra grisefilmen, men dog en pæn succes, og filmen kan godt leve op til standarden fra De tre små grise.
Som græshoppens stemme hører man for første gang Pinto Colvig, hvis stemme siden skulle blive Fedtmules stemme.